# Wilhelm Jänisch
Wilhelm Jänisch war ein fränkischer Kaufmann und Politiker.

## Werdegang
Jänisch war Kaufmann und Grundbesitzer in Marktbreit. Von Februar 1819 bis 1822 gehörte er als Abgeordneter der Klasse V der Kammer der Abgeordneten an.